# Takayuki Kubota
Takayuki Kubota (jap. 窪田 孝行 Kubota Takayuki; ur. 20 września 1934 w Kumamoto na Kiusiu, w Japonii, zm. 14 sierpnia 2024) – japoński sōke (宗家), mistrz japońskich sztuk walki, twórca stylu karate Gōsoku-ryū, w którym ma, jako jego twórca, stopień 10 dan, założyciel International Karate Association. Poza karate ma również wysokie (6 dan) stopnie mistrzowskie w aikido i judo, jest również znanym ekspertem szermierki, kobudō, toshin-ryu, taiho-jutsu, a także twórcą współczesnych narzędzi do samoobrony i systemów walki nimi, jak kubotan i kubotai. 
Sōke Kubota urodził się w mieście, w którym znany i legendarny szermierz Musashi Miyamoto spędził ostatnie sześć lat swojego życia. Rozpoczął naukę sztuk walki w wieku 4 lat pod okiem ojca. Kiedy miał 14 lat sam zaczął nauczać swoich kolegów, a po kolejnych 4 latach otworzył własne dojo w Tokio. Nauczał walki wręcz policjantów w Tokio i Los Angeles, stale współpracuje z FBI. Za namową wieloletniego przyjaciela, Fumio Demury, wkrótce po osiągnięciu dorosłości przeniósł się do USA, gdzie zamieszkuje do dziś. 
Sōke Kubota napisał wiele książek, jest także autorem wielu filmów szkoleniowych. W pierwszej książce Masutatsu Ōyamy, który był serdecznym przyjacielem Soke Kuboty, na zdjęciach prawidłowego ułożenia pięści wykorzystana została ręka Soke Kuboty.

## Książki
Soke Kubota napisał także książki o sztukach walki:
- Takayuki Kubota, Paul McCaul: Baton Techniques and Training. Wyd. illustrated. Thomas, 1972. ISBN 0-398-02338-7. Brak numerów stron w książce
- Takayuki Kubota, Mark Miller: The Art of Karate. Wyd. 1. Haddington House, 1977. ISBN 0-672-52331-0. Brak numerów stron w książce
- Takayuki Kubota: Fighting Karate Gosoku Ryu Hard Fast Style. Unique Publications (Subs. of CFW Enterprises, Inc), 1980. ISBN 0-86568-010-8. Brak numerów stron w książce
- Takayuki Kubota: Gosoku Ryu Karate: Kumite 1. Unique, 1980. Brak numerów stron w książce
- John Peters, Takayuki Kubota, Defensive Tactics Institute, Inc: Realistic Defensive Tactics. Wyd. illustrated. Reliapon Police Products, 1981. ISBN 0-935878-02-5.Sprawdź autora:3. Brak numerów stron w książce
- Takayuki Kubota: Action Kubotan Key Chain: An Aid in Self Defense. Beckett Pubns, 1982. ISBN 0-86568-101-5. Brak numerów stron w książce
- Takayuki Kubota, John Peters: Official Kubotan Techniques. Kubotan Institute, 1983. Brak numerów stron w książce
- Takayuki Kubota: T-Hold Kubotan. Unique Publications, 1983. ISBN 0-86568-111-2. Brak numerów stron w książce
- Takayuki Kubota: Weapons Kumite: Fighting With Traditional Weapons. Unique Publications, 1983. ISBN 0-86568-042-6. Brak numerów stron w książce
- Takayuki Kubota: Kubotan Keychain: Instrument of Attitude Adjustment. Wyd. reprinted. Dragon Books, 1985. ISBN 0-946062-09-9. Brak numerów stron w książce
- Takayuki Kubota: Ninja Shuriken Manual. Wyd. reprinted. I & I Sports Supply Co, 1985. ISBN 0-934489-00-9. Brak numerów stron w książce
- Takayuki Kubota: Close Encounters: The Arresting Art of Taiho Jutsu. Wyd. illustrated. Dragon Books, 1987. ISBN 0-946062-20-X. Brak numerów stron w książce
- Takayuki Kubota: Fighting Karate. Wyd. illustrated. Unique Publications, 2003. ISBN 0-86568-205-4. Brak numerów stron w książce

## Hollywood
Sōke Kubota występował i szkolił aktorów w ponad 321 filmach, 195 programach telewizyjnych i reklamach. Współpracował z takimi gwiazdami Hollywood, jak m.in.: James Caan, Yul Brynner, Charles Bronson, Michael Douglas, Sean Connery, Mel Gibson, Christopher Lambert, Chuck Norris, Jackie Chan, Arnold Schwarzenegger.